# Jean-Pierre Raffin
Jean-Pierre Raffin (ur. 1 kwietnia 1937 w Boulogne-Billancourt) – francuski biolog i działacz ekologiczny, od 1991 do 1994 poseł do Parlamentu Europejskiego III kadencji.

## Życiorys
Ukończył studia z nauk przyrodniczych, od 1963 pracował jako badacz. Obronił doktorat z histologii i cytologii komparatywnej, uzyskał też stopień doctorat d'État (zbliżony do habilitacji). W pracy naukowej specjalizował się w dziedzinach takich, jak cytologia, histologia, zoologia, ekologia. Wykładał jako profesor nadzwyczajny na Université Paris-Diderot. Autor ponad 90 prac naukowych. Przez wiele lat zaangażowany w działalność ekologiczną, kierował organizacją France Nature Environnement. Zasiadał we władzach parków narodowych Pirenejów i Écrins, angażował się też w obronę Parc national de la Vanoise. Należał do rządowych ciał doradczych w sprawach ekologicznych, zajmujących się m.in. ochroną niedźwiedzi i monitorowaniem zanieczyszczenia mórz. Od 1997 do 1999 pracował jako doradca ministra środowiska i planowania regionalnego, należał także do katolickiego ruchu Pax Christi.
W grudniu 1991 uzyskał mandat w Parlamencie Europejskim po rezygnacji Claire Joanny. Przystąpił do grupy zielonych, w 1994 nie ubiegał się o reelekcję. W 2013 poparł powstanie ugrupowania Nouvelle Donne Pierre’a Larrouturou.

## Odznaczenia
Odznaczony dwukrotnie Legią Honorową (1987, 2000) oraz dwukrotnie Orderem Narodowym Zasługi (1983, 1996).